# 九位完美陌生人 (電視劇)
《九位完美陌生人》（英語：Nine Perfect Strangers）是一部美國網絡電視限定影集，共8集，改編自美國作家黎安·莫瑞亞蒂的同名小說。影集由大衛·E·凱利和約翰·亨利·巴特沃斯開創，喬納森·萊文執導。妮可·基嫚領銜出演女主角瑪莎，主演還包括瑪莉莎·麥卡錫、曼尼·賈辛托、艾希·凱迪、路克·伊凡斯、梅爾文·格雷格、薩瑪拉·威明、格蕾絲·凡梵派頓、蒂芬妮·布恩、麥可·夏儂、蕾吉娜·霍爾和巴比·卡納佛。
《九位完美陌生人》於2021年8月18日在Hulu首播。

## 劇情
九位來自城市的陌生人由於不同的原因來到偏僻的健康療養中心「寧修舍」，嘗試治癒內心的創傷。入住的客人開始發現眾人以及療養中心負責人瑪莎隱藏著諸多秘密。

## 演員與角色

### 主要角色
- 妮可·基嫚 飾演 瑪莎（Masha）[1]

- 瑪莉莎·麥卡錫 飾演 法蘭西斯（Francis）[2]

- 曼尼·賈辛托 飾演 姚（Yao）[3]

- 艾希·凱迪（英语：Asher Keddie） 飾演 海瑟（Heather）[4][5]

- 路克·伊凡斯 飾演 拉爾斯（Lars）[6]

- 梅爾文·格雷格（英语：Melvin Gregg） 飾演 班（Ben）[7]

- 薩瑪拉·威明 飾演 潔西卡（Jessica）[8]

- 格蕾絲·凡梵派頓（英语：Grace Van Patten） 飾演 柔伊（Zoe）[9]

- 蒂芬妮·布恩（英语：Tiffany Boone） 飾演 黛莉拉（Delilah）[10]

- 麥可·夏儂 飾演 拿破崙（Napoleon）[11]

- 蕾吉娜·霍爾 飾演 卡蜜兒（Carmel）[12]

- 巴比·卡納佛 飾演 東尼（Tony）[13]

### 常設角色
- 哈爾·坎普斯頓（Hal Cumpston） 飾演 查克·馬可尼（Zach Marconi）[14]

- 柔伊·泰拉克斯（Zoe Terakes） 飾演 格洛里（Glory）[15]

## 集數
| 集數 | 標題 | 譯名       | 導演        | 編劇                                | 上線日期      |
| ---- | ---- | ---------- | ----------- | ----------------------------------- | ------------- |
| 1    |      | 問題叢生   | 喬納森·萊文 | 大衛·E·凱利＆約翰-亨利·巴特沃斯     | 2021年8月18日 |
| 2    |      | 非常手段   | 喬納森·萊文 | 大衛·E·凱利＆約翰-亨利·巴特沃斯     | 2021年8月18日 |
| 3    |      | 擁抱大地   | 喬納森·萊文 | 故事構思 ：薩曼莎·史特勞斯          | 2021年8月18日 |
| 4    |      | 美麗新世界 | 喬納森·萊文 | 大衛·E·凱利＆約翰-亨利·巴特沃斯     | 2021年8月25日 |
| 5    |      | 卸下心防   | 喬納森·萊文 | 大衛·E·凱利                         | 2021年9月1日  |
| 6    |      | 追根溯源   | 喬納森·萊文 | 故事構思 ：傑西卡·沙澤＆喬納森·萊文 | 2021年9月8日  |
| 7    |      | 分崩離析   | 喬納森·萊文 | 大衛·E·凱利                         | 2021年9月15日 |
| 8    |      | 希冀未來   | 喬納森·萊文 | 大衛·E·凱利                         | 2021年9月22日 |

## 製作

### 開發

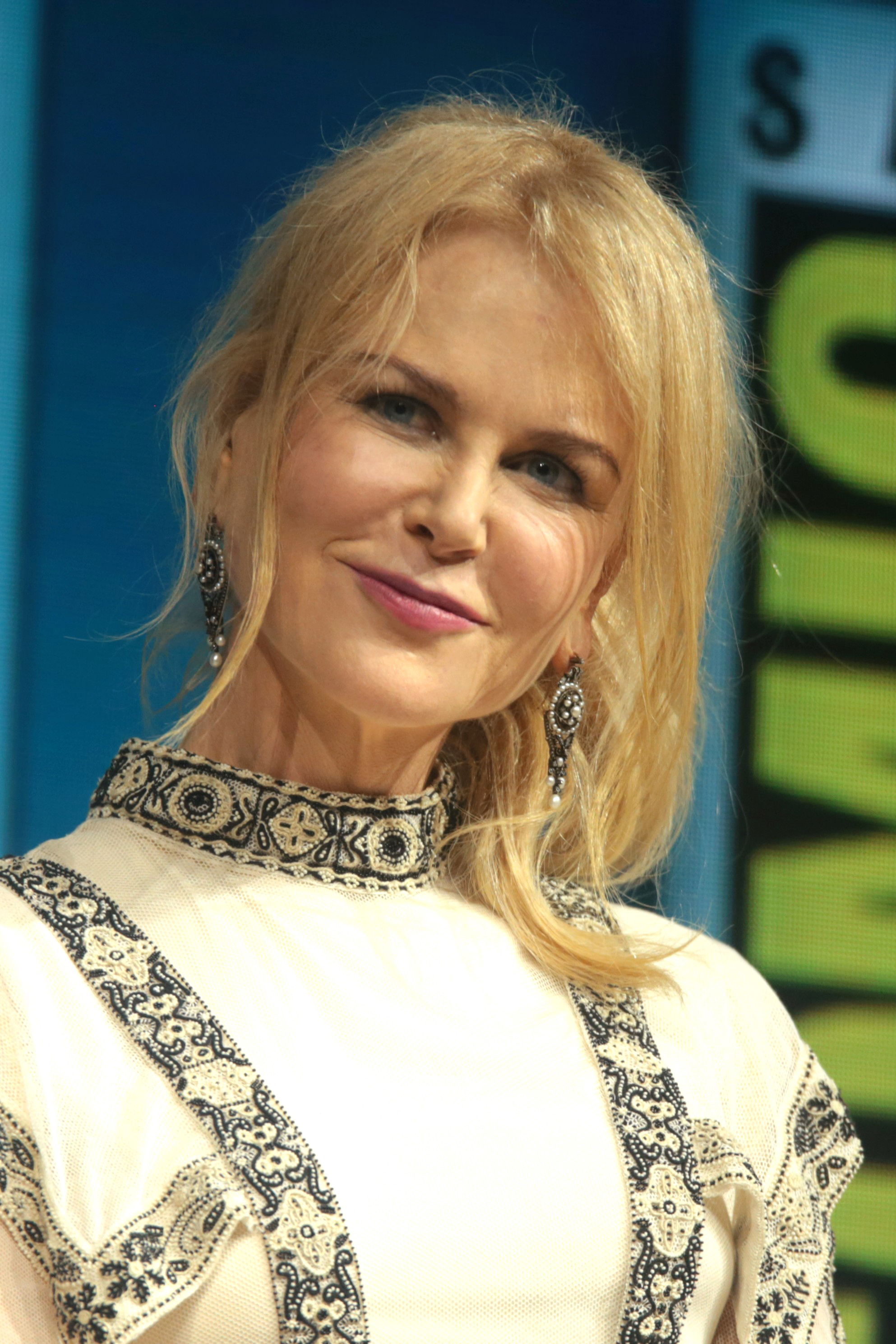
妮可·基嫚領銜出演女主角瑪莎，同時擔當執行製片人

2019年5月1日，Hulu宣佈給予影集整季預訂。該限定影集由大衛·E·凱利和約翰·亨利·巴特沃斯開創，他們與妮可·基嫚、波·薩爾利（Per Saari）、布魯娜·帕潘德莉亞、史蒂夫·哈滕斯基（Steve Hutensky）和凱西·哈維爾（Casey Haver）共同擔當執行製片人，製作公司包括編造故事、花開影業和。2020年1月7日，瑪莉莎·麥卡錫確定參演影集，並擔當執行製片人。2020年7月，喬納森·萊文確定執導全部八集，同時擔當執行製片人，吉莉安·波勒（Gillian Bohrer）擔當監製。伊夫·布蘭傑擔當攝影指導。

### 選角
2019年5月，隨著影集正式確定製作，妮可·基嫚確定領銜出演女主角瑪莎（Masha）。2020年1月7日，瑪莉莎·麥卡錫參演影集，出演主要角色法蘭西斯（Francis）。2020年5月27日，曼尼·賈辛托確定出演主要角色姚（Yao）。2020年6月，艾希·凱迪和路克·伊凡斯加入劇組，分別出演海瑟（Heather）和拉爾斯（Lars）。2020年7月，梅爾文·格雷格確定出演班（Ben），薩瑪拉·威明確定出演潔西卡（Jessica），格蕾絲·凡梵派頓確定出演柔伊（Zoe），蒂芬妮·布恩確定出演黛莉拉（Delilah），麥可·夏儂確定出演拿破崙（Napoleon）。2020年8月，蕾吉娜·霍爾確定出演卡蜜兒（Carmel），巴比·卡納佛確定出演東尼（Tony）。2020年10月22日，哈爾·坎普斯頓（Hal Cumpston）確定出演常設角色查克·馬可尼（Zach Marconi）。2020年11月19日，柔伊·泰拉克斯（Zoe Terakes）確定出演常設角色格洛里（Glory）。

### 拍攝
2020年7月8日，路克·伊凡斯透露影集將在澳大利亞開拍。因應2019冠狀病毒病疫情，所有演員將在到達拍攝地之後完成14天的隔離，在開拍前接受檢測。主體拍攝於2020年8月10日在澳大利亞新南威爾斯州的拜倫灣開機。2020年12月21日，主演妮可·基嫚透露影集已經殺青。

## 宣傳與發行
2021年4月25日，Hulu在第93屆奧斯卡金像獎播出期間於ABC電視台釋出首支前導預告短片。2021年5月18日，Hulu宣佈影集計劃於2021年8月18日首播，每週播出一集。在美國和中國大陸之外的國家和地區，影集於亞馬遜影片播出。2021年7月22日，Hulu釋出正式預告片。

## 迴響
根据評論匯總网站爛番茄汇总的30篇评论文章，77%的评论家给予该作正面评价，平均打分为7.1分（满分10分）。《九位完美陌生人》在Metacritic網站上得到「普遍好評」，獲得了62/100分（11位影評人）。

## 資料來源
1. 1 2  Otterson, Joe. . Variety. 2019-05-01  [2020-01-11]. （原始内容存档于2019-09-30） （美国英语）.
2. 1 2 3  Andreeva, Nellie. . Deadline Hollywood. 2020-01-07  [2020-01-11]. （原始内容存档于2020-04-13） （美国英语）.
3. 1 2  Andreeva, Nellie. . Deadline Hollywood. 2020-05-27  [2020-05-27]. （原始内容存档于2020-05-28） （美国英语）.
4. 1 2  Pascoe, Alley. . Marie Claire Australia. 2020-06-07  [2020-06-08]. （原始内容存档于2020-06-08） （美国英语）.
5. ↑  Andreeva, Nellie. . Deadline Hollywood. 2020-07-31  [2020-07-31]. （原始内容存档于2020-07-31） （美国英语）.
6. 1 2  Andreeva, Nellie. . Deadline Hollywood. 2020-06-26  [2020-06-26]. （原始内容存档于2020-06-27） （美国英语）.
7. 1 2  Petski, Denise. . Deadline Hollywood. 2020-07-01  [2020-07-01]. （原始内容存档于2020-07-01） （美国英语）.
8. 1 2  Andreeva, Nellie. . Deadline Hollywood. 2020-07-15  [2020-07-15]. （原始内容存档于2020-07-15） （美国英语）.
9. 1 2  Petski, Denise. . Deadline Hollywood. 2020-07-20  [2020-07-20]. （原始内容存档于2020-07-20） （美国英语）.
10. 1 2  Petski, Denise. . Deadline Hollywood. 2020-07-22  [2020-07-22]. （原始内容存档于2020-07-22） （美国英语）.
11. 1 2  Thorne, Will. . Variety. 2020-07-31  [2020-07-31]. （原始内容存档于2020-07-31） （美国英语）.
12. 1 2  D'Alessandro, Anthony. . Deadline Hollywood. 2020-08-05  [2020-08-05]. （原始内容存档于2020-08-05） （美国英语）.
13. 1 2  Porter, Rick. . The Hollywood Reporter. 2020-08-06  [2020-08-06]. （原始内容存档于2020-08-06） （美国英语）.
14. 1 2  Petski, Denise. . Deadline Hollywood. 2020-10-22  [2020-10-22]. （原始内容存档于2020-11-25） （美国英语）.
15. 1 2  Petski, Denise. . Deadline Hollywood. 2020-11-19  [2020-11-19]. （原始内容存档于2021-01-09） （美国英语）.
16. ↑  . Hulu Press (新闻稿).   [2021-07-22]. （原始内容存档于2021-07-22） （美国英语）.
17. ↑  . Amazon Prime Video.   [2021-08-25]. （原始内容存档于2022-05-16） （中文（臺灣））.
18. 1 2  Petski, Denise. . Deadline Hollywood. 2020-07-29  [2020-07-29]. （原始内容存档于2020-07-29） （美国英语）.
19. ↑  . The Futon Critic.   [2021-06-16] （美国英语）.
20. ↑  Petski, Denise. . Deadline Hollywood. 2019-05-01  [2020-01-11]. （原始内容存档于2019-08-28） （美国英语）.
21. ↑  Bouchard, Frédéric.  [Yves Bélanger reunites with Jonathan Levine and Nicole Kidman]. Qui fair Quoi. 2020-06-15  [2020-08-16]. （原始内容存档于2020-10-31） （法语）.
22. ↑  Ramachandran, Naman. . Variety. 2020-07-08  [2020-07-08]. （原始内容存档于2020-07-08） （美国英语）.
23. ↑  Groves, Don. . IF Magazine. 2020-08-10  [2020-08-11]. （原始内容存档于2020-09-29） （澳大利亚英语）.
24. ↑  Kidman, Nicole [@nicolekidman]. . 2020-12-21  [2021-01-18]. （原始内容存档于2021-01-18） –Instagram （美国英语）.
25. ↑  Chung, Gabrielle. . 人物. 2021-04-25  [2021-04-26]. （原始内容存档于2021-04-28） （美国英语）.
26. ↑  Mitovich, Matt Webb. . TVLine. 2021-05-18  [2021-05-18]. （原始内容存档于2021-05-18） （美国英语）.
27. ↑  Kanter, Jake. . Deadline Hollywood. 2021-05-17  [2021-05-17]. （原始内容存档于2021-05-19） （美国英语）.
28. ↑  Schwartz, Ryan. . TvLine. 2021-07-22  [2021-07-26]. （原始内容存档于2021-07-23） （美国英语）.
29. ↑  . Rotten Tomatoes. Fandango Media.   [2021-08-16] （美国英语）.
30. ↑  . Metacritic. Red Ventures.   [2021-08-16] （美国英语）.

## 外部連結
- 互联网电影数据库（IMDb）上《九位完美陌生人》的资料（英文）
- 豆瓣电影上《九位完美陌生人》的資料 （简体中文）